# Margarida de Baviera (1480–1531)
Margarida de Baviera (alemany: Margarete von Bayern), també coneguda com a Margarida de Baviera-Landshut (Burghausen, 1480 –Neuburg, 1531) va ser una princesa de la Casa de Wittelsbach que va esdevenir abadessa del convent benedictí de Neuburg.

## Biografia
Margarida era la segona filla nascuda del duc Jordi de Wittelsbach -Landshut i la seva dona, Edivigis Jaguellon. Els seus pares van fer alguns plans per al seu casament, incloent una aliança amb Guillem III, el Jove, aliança que mai no es va materialitzar.
En el seu lloc, Margarida va seguir una vida monàstica, essent-li permès viure en la seva pròpia llar, mantinguda amb un dot de 16.000 florins. La resta de l'herència dels seus pares seria heretada per la germana gran, Isabel de Baviera-Landshut, i el seu germà Robert del Palatinat.
Després de la Guerra de Successió de Landshut, on van ser derrotats els partidaris de la seva germana, Margarida va fugir a Wasserburg i quan aquesta ciutat també va ser conquerida en 1508, es va traslladar al convent benedictí de Neuburg, la nova capital de l'estat creada pels seus nebots, Otó Enric i Felip, amb qui mantenia una relació estreta.
Quan la superior del convent de Neuburg, l'abadessa Anna Gurrin va renunciar, Margarida va ser elegida abadessa el 2 de maig de 1509, a causa de la intervenció del seu cosí, el bisbe de Freising, Felip del Palatinat.
Va morir el 1531 i va ser l'últim membre de la línia de Baviera-Landshut de la Casa de Wittelsbach, sent enterrada a l'església del monestir.